# Le Chant des ondes
 (janvier 2014).
Pour plus de détails, voir Fiche technique et Distribution.
Le Chant des ondes - Sur la piste de Maurice Martenot est un long métrage documentaire de la cinéaste Caroline Martel, produit par les productions artifact en collaboration avec l'Office national du film du Canada. Sa première mondiale a eu lieu lors des Rencontres internationales du documentaire de Montréal en 2012, sa première internationale au Festival de film de Rotterdam en 2013, sa première française au Festival du film de La Rochelle de 2013 et sa première américaine au festival First Look 2014. À travers des scènes de cinéma direct, des archives, des animations et des prestations musicales, ce film présente l'œuvre du musicien,compositeur, ingénieur et inventeur Maurice Martenot et plus particulièrement l'histoire de son instrument de musique : les ondes Martenot.

## Synopsis
On y retrouve le jeune Maurice Martenot, alors télégraphiste, qui en 1918 imagine un instrument capable de transformer les particules électriques en ondes musicales. Une décennie plus tard, en 1928 à Paris, l'instrument est breveté, les ondes Martenot font leur entrée à l'Opéra . L'histoire prend alors son envol... nous suivons dans ce film l'évolution des ondes musicales et de ses protagonistes. À travers l'engagement de ces derniers, les compositions dédiées, les arrangements spéciaux, se dresse un regard sur la place qu'a occupé et occupe encore cet instrument dans le lien évolutif entre la musique, les arts, la science, les technologies et la sensibilité humaine.

## Fiche technique
- Titre original : Le Chant des Ondes - Sur la piste de Maurice Martenot
- Titre anglais : Wavemakers
- Pays de production :  Canada
- Année : 2012
- Réalisation : Caroline Martel
- Soutien à la réalisation : Annie Jean
- Scénario : Caroline Martel
- Producteur : Productions Artifact, Caroline Martel, Office national du film du Canada, Colette Loumède
- Société de production : Productions Artifact, Office national du film du Canada
- Société de distribution : Office national du film du Canada
- Musique : Suzanne Binet-Audet
- Photographie : Geoffroy Beauchemin, Clément Alline, Yoan Cart, Jérôme Colin, Alex Margineanu, Caroline Martel
- Montage : Annie Jean
- Conception sonore : Clovis Gouaillier
- Langue : français, anglais
- Format : Couleur - 2,35:1 - Cinémascope - 35mm - Dolby Digital - DTS
- Genre : documentaire
- Durée : 96 minutes
- Dates de sortie : 
  - Canada : Première mondiale novembre 2012 Rencontres internationales du documentaire de Montréal (RIDM)- Catalogue officiel RIDM[1];
  - Pays-Bas : Première internationale février 2013 - Festival international du film de Rotterdam (IFFR)[2]
  - France : Première française Juillet 2013 - Festival international du film de La Rochelle (FIFR)[3]
  - États-Unis : Première américaine, Janvier 2014 - First Look Film Festival at the Museum of the moving Image(New York)[4]

## Distribution
- Suzanne Binet-Audet
- Jean-loup Dierstein
- Jonny Greenwood
- Jean Laurendeau
- Jean-Louis Martenot
- Geneviève Grenier
- Michel Risse
- Marie Bernard
- Owen Chapman
- Hugues Genevois
- Estelle Lemire
- Stéphane Vaiedelich
- Jean-Marc Fontaine
- Dominique Kim
- Valérie Hartmann-Clavérie

## Bande originale
- Thème cambodgien
- Pensées sauvages (2009) interprété et composé par Christine Ott
- Pulau Dewata (1977) de Claude Vivier interprété par l’Ensemble d’Ondes de Montréal
- Ô Doux Jésus de Jean-Sébastien Bach, interprété par Jean-Philippe Dartois (orchestration de Michel Risse)
- La Fête des Belles Eaux (1937) d’Olivier Messiaen, interprété par l’Ensemble d’Ondes de Montréal
- L’Oiseau de Java (1959) de Lucien André Marcel, interprété par Jeanne Loriod, Françoise Cochet, Christine Ott, Claude Samuel Lévine,
- Chant de sérénité (1944) de Charles Koechlin, interprété par Jeanne Loriod
- Saint François d'Assise (1983), opéra d’Olivier Messiaen interprété par Jean Laurendeau, Valérie Hartmann-Clavérie, Dominique Kim
- Huit Haïkus Souffle-lumière (2011) de Marie Bernard, interprété par l’Ensemble d’Ondes de Montréal et le Chœur de l’Art Neuf
- How to Disappear Completely (2000), composé et interprété par Radiohead
- La Contemplation de l’eau par le feu (1982) de Richard-G Boucher, interprété par Estelle Lemire
- Quatuor pour Ondes Martenot (1969) de Jacques Charpentier, interprété par Jeanne Loriod
- Élégie (1954) d’Edward Michael, interprété par Nelly Caron
- Je t’ai dans la peau (1956), de Gilbert Bécaud et René Ducos,interprété par Édith Piaf et Sylvette Allart aux ondes
- Chant funèbre, interprété par Ginette Martenot
- Le Coin des animaux (1969) de George Guinod interprété par Maurice Martenot
- Mach 2,5 (1971) de Tristan Murail, interprété par l’Ensemble d’Ondes de Montréal
- Formule (1995), composé et interprété par Thomas Bloch
- La Fête des Belles Eaux (1937) d’Olivier Messiaen, interprété par Suzanne Binet-Audet
- Vers l’or (2008) improvisé par Suzanne Binet-Audet et David Madden

## Accueil

### Récompenses
- Golden Athena - Best Music & Film Award[5],[4],[6],[7] : Athens International Film Festival 2013

### Nominations et sélections
- Le Prix Jutras (Prix du cinéma québécois) Nomination "Meilleur long métrage documentaire"[8]
- Rencontres internationales du documentaire de Montréal (RIDM) – Première mondiale – (Sélection Officielle) Nov 2012 Catalogue officiel RIDM[9]
- International Film Festival in Rotterdam (IFFR) – Première internationale – Fév 2013[10]
- Festival international du film de La Rochelle, France – Juil 2013 Nomination (Meilleure Musique et cinéma)[3]

### Festivals
- Cork Film Festival (Ireland) – Nov 2013[11]
- Leeds International Film Festival (England) – Nov 2013[12]
- First Look Film Festival (New York) – Jan 2014 Museum of the moving Image, NY[4]

### Accueil critique
- « Entre quête artistique et quête scientifique, le résultat s'avère d'une étonnante profondeur, voire d'une grande beauté, surtout lorsque la caméra parcourt amoureusement les entrailles de l'instrument[13]. »
- « Un documentaire en tout point exceptionnel […] une véritable gageure. Or quiconque se frôle à ce drôle de film s’y pique et n’en décroche plus[14]. »
- « La documentariste réalise aussi une sorte de thriller[15]. »
- « Le film constitue aussi un travail de conservation du patrimoine de l’instrument à plusieurs égards[16]. »
- « Monté avec dynamisme et humour, le film […] formule en outre une réflexion éloquente sur la conservation du patrimoine musical[17]. »
- « Œuvre la plus complète sur les ondes Martenot […] qui nous porte au-delà du documentaire dans la sensibilité profonde de la musique possible en humains instruments et cette énergie impalpable des ondes vivantes et musicales[18] »
- « La qualité des personnes qui y interviennent en fait peut-être « le » document de référence, tant pour les passionnés des ondes Martenot que pour ceux qui voudraient les découvrir. Et découvrir les ondes, c’est tomber sous leur charme[19]. »
- « Une œuvre dont la limpidité cache une complexité rare[20]. »

### Presse et articles
- Marie LECHNER, « Les ondes Martenot, de la poudre au jeu », Libération,‎ 27 novembre 2013 (lire en ligne)
- Manon Dumais, « Mythique Musique », Voir,‎ 14 mars 2013 (lire en ligne)
- Cinoche.com, « Mythique Musique », Voir,‎ 14 mars 2013 (lire en ligne)
- Luc Bertrand, « Le Chant des ondes – Sur la piste de Maurice Martenot », info-culture,‎ 8 mars 2013 (lire en ligne)
- Daniel Quimper, « Caroline Martel et un précieux Chant des ondes », Le blogue du Mile-End,‎ 1er mars 2013 (lire en ligne)
- Michael-Oliver Harding, « Le chant des ondes: un crash course fascinant sur les ondes Martenot, cet instrument électronique méconnu », Nightlife.ca,‎ 18 mars 2013 (lire en ligne)
- RVCQ, « chant des ondes, Le », Rendez-vous du cinema québécois,‎ 28 février 2013 (lire en ligne)
- Daniel Quimper, « Caroline Martel et un précieux Chant des ondes », Le blogue du Mile-End,‎ 1er mars 2013 (lire en ligne)